# William Clem
William Clem, né le 20 juin 2004 à Vedbæk au Danemark, est un footballeur danois qui joue au poste de milieu défensif au FC Copenhague.

## Biographie

### En club
Né à Vedbæk au Danemark, William Clem est formé par le FC Copenhague, où il joue depuis la catégorie U13. Capitaine avec les moins de 19 ans du club, il remporte notamment avec cette équipe le championnat de cette catégorie lors de la saison 2021-2022,. Le 20 juin 2022 il signe son premier contrat professionnel, le liant au club jusqu'en juin 2025.
En octobre 2022 il fait ses débuts en professionnel lors d'une rencontre de Coupe du Danemark contre le Hobro IK. Il est titularisé et son équipe l'emporte au cours d'une séance de tirs au but après que les deux équipes se soient neutralisés dans le temps réglementaire (1-1),. 
Clem fait sa première apparition lors d'une rencontre de Ligue des champions le 25 octobre 2022, en étant titularisé contre le Séville FC,.

### En équipe nationale
Avec les moins de 17 ans, il joue un match en 2020 contre l'Allemagne (2-2 score final).